# Isabella di Braganza (1514-1576)
Isabella di Braganza (1514 – Vila Viçosa, 16 settembre 1576) è stata una nobile portoghese.

## Biografia
Era figlia del duca Giacomo di Braganza e di Leonor Pérez de Guzmán.
Sposò nel 1537 il cugino Eduardo d'Aviz, figlio di Manuele I del Portogallo e dell'infanta Maria di Trastamara, acquisendo il titolo di duchessa consorte di Guimarães.
Dal matrimonio nacquero tre figli:
- María, che sposò nel 1565 Alessandro Farnese, duca di Parma e Piacenza;
- Caterina, che sposò il cugino Giovanni I di Braganza;
- Eduardo, duca di Guimarães.

## Ascendenza
|                              |                         |                                                | Genitori                              |  |  | Nonni |  |  | Bisnonni                 |  |  | Trisnonni             |  |
|                              |                         |                                                |                                       |  |  |       |  |  | Ferdinando I di Braganza |  |  | Alfonso I di Braganza |  |
|                              |                         |                                                |                                       |  |  |       |  |  | Ferdinando I di Braganza |  |  | Alfonso I di Braganza |  |
|                              |                         | Beatrice Pereira de Alvim                      |                                       |  |  |       |  |  | Ferdinando I di Braganza |  |  |                       |  |
| Ferdinando II di Braganza    |                         |                                                |                                       |  |  |       |  |  | Ferdinando I di Braganza |  |  |                       |  |
|                              |                         | Giovanna di Castro                             | Giovanni di Castro                    |  |  |       |  |  |                          |  |  |                       |  |
|                              |                         | Giovanna di Castro                             | Giovanni di Castro                    |  |  |       |  |  |                          |  |  |                       |  |
|                              |                         | Giovanna di Castro                             | …                                     |  |  |       |  |  |                          |  |  |                       |  |
| Giacomo di Braganza          |                         | Giovanna di Castro                             |                                       |  |  |       |  |  |                          |  |  |                       |  |
|                              |                         | Ferdinando del Portogallo                      | Edoardo del Portogallo                |  |  |       |  |  |                          |  |  |                       |  |
|                              |                         | Ferdinando del Portogallo                      | Edoardo del Portogallo                |  |  |       |  |  |                          |  |  |                       |  |
|                              |                         | Ferdinando del Portogallo                      | Eleonora di Trastámara                |  |  |       |  |  |                          |  |  |                       |  |
| Isabella di Viseu            |                         | Ferdinando del Portogallo                      |                                       |  |  |       |  |  |                          |  |  |                       |  |
|                              |                         | Beatrice d'Aviz                                | Giovanni d'Aviz                       |  |  |       |  |  |                          |  |  |                       |  |
|                              |                         | Beatrice d'Aviz                                | Giovanni d'Aviz                       |  |  |       |  |  |                          |  |  |                       |  |
|                              |                         | Beatrice d'Aviz                                | Isabella di Braganza                  |  |  |       |  |  |                          |  |  |                       |  |
| Isabella di Braganza         |                         | Beatrice d'Aviz                                |                                       |  |  |       |  |  |                          |  |  |                       |  |
|                              | Enrique Pérez de Guzmán | Juan Alonso Pérez de Guzmán Orozco de Figueroa |                                       |  |  |       |  |  |                          |  |  |                       |  |
|                              | Enrique Pérez de Guzmán | Juan Alonso Pérez de Guzmán Orozco de Figueroa |                                       |  |  |       |  |  |                          |  |  |                       |  |
|                              | Enrique Pérez de Guzmán | Isabel de Fonseca y Ulloa                      |                                       |  |  |       |  |  |                          |  |  |                       |  |
| Juan Alfonso Pérez de Guzmán | Enrique Pérez de Guzmán |                                                |                                       |  |  |       |  |  |                          |  |  |                       |  |
|                              |                         | Leonor de Ribera y Mendoza                     | Per Afán de Ribera                    |  |  |       |  |  |                          |  |  |                       |  |
|                              |                         | Leonor de Ribera y Mendoza                     | Per Afán de Ribera                    |  |  |       |  |  |                          |  |  |                       |  |
|                              |                         | Leonor de Ribera y Mendoza                     | María de Mendoza y Suárez de Figueroa |  |  |       |  |  |                          |  |  |                       |  |
| Leonor Pérez de Guzmán       |                         | Leonor de Ribera y Mendoza                     |                                       |  |  |       |  |  |                          |  |  |                       |  |
|                              |                         | Pedro Fernández de Velasco                     | Pedro Fernández de Velasco y Solier   |  |  |       |  |  |                          |  |  |                       |  |
|                              |                         | Pedro Fernández de Velasco                     | Pedro Fernández de Velasco y Solier   |  |  |       |  |  |                          |  |  |                       |  |
|                              |                         | Pedro Fernández de Velasco                     | Beatriz Manrique de Lara y Castilla   |  |  |       |  |  |                          |  |  |                       |  |
| Isabel Fernández de Velasco  |                         | Pedro Fernández de Velasco                     |                                       |  |  |       |  |  |                          |  |  |                       |  |
|                              |                         | Mencía de Mendoza y Figueroa                   | Íñigo López de Mendoza                |  |  |       |  |  |                          |  |  |                       |  |
|                              |                         | Mencía de Mendoza y Figueroa                   | Íñigo López de Mendoza                |  |  |       |  |  |                          |  |  |                       |  |
|                              |                         | Mencía de Mendoza y Figueroa                   | Catalina Suárez de Figueroa Orozco    |  |  |       |  |  |                          |  |  |                       |  |
|                              |                         | Mencía de Mendoza y Figueroa                   |                                       |  |  |       |  |  |                          |  |  |                       |  |